# 予告先発投手
予告先発投手（よこくせんぱつとうしゅ）とは、野球における先発投手の事前発表制度のことである。

## メジャーリーグの予告先発
メジャーリーグ（MLB）では原則的に先発ローテーションがきっちりと守られており、試合の数日前には先発登板予定の投手（"probable pitcher"）を発表するのが通例である。先発投手の事前発表は制度というよりも当然のように行われており予告先発制度に相当する概念もない。英字紙では"policy of announcing starting pitchers in advance"という説明が用いられる。

## 日本における予告先発

### NPB
日本プロ野球では、現在セントラル・リーグおよびパシフィック・リーグの両リーグで採用されている。
日本でも先発投手のローテーションの形式はあったものの、比較的緩やかで監督は相手チームとの相性なども考えて最終的に先発投手を決定していたこともあり、長年、先発投手は試合直前のメンバー発表まで明らかにされてこなかった。
しかし、1985年のシーズンからパ・リーグでは毎週日曜日に開催される試合を対象に先発投手を事前に発表するようになった。ファンの関心を高めてもらおうと企画されたもので各チームは日曜日にエース級の先発投手を起用するようになった。1994年からはパ・リーグの全公式戦を対象に行われている。これは一般のファンがシーズン中に球場に足を運べる回数は多くないため試合を選ぶ際の判断基準になるように考慮されたことが背景にある。プレーオフ（クライマックスシリーズ）では2006年より採用されている。
セ・リーグでは1994年シーズンのみ、日曜日の全てのカードおよび巨人-広島戦の全試合で実施していたものの、その後は長らく行われていなかった。しかし観客動員減少を受けファンサービスの一環として2012年からレギュラーシーズン全試合で採用されるようになり、クライマックスシリーズでも2018年より実施されるようになった。
2012年現在の制度では、リーグへの届出の締め切り時間は前日に試合がある日はその試合（＝当該試合前日の試合）開始1時間前、前日に試合がない日は前日15:00までとなっている。日本野球機構の公式サイトではそれを受けて速やかに発表されている。よって発表は、届け出締め切り時間丁度では無い。対戦するチーム双方の投手が出揃った時点で発表されているため同じ日の試合でも時間がずれるケースがある。ただし締め切りの時刻以前には発表されない。前日の試合が中止もしくはノーゲームとなれば変更することが可能となるため、発表を遅らせることもある。球場での発表は主催球団の任意であり、全球場の投手を発表する球団もあれば、その試合がビジターなら発表すらしない球団もある。時間も5回以降、ホーム側の攻撃終了後であることを除けば統一されていない。パ・リーグのクライマックスシリーズの予告先発は、第2戦以降の試合は試合終了後に発表される。
オールスターゲームも予告先発がある（第1戦は試合前日に、第2戦、第3戦は前試合終了後に発表）。
2005年から開始されたセ・パ交流戦ではセ・リーグ側の反対もあり、パ・リーグチームのホームゲームであっても予告先発を実施していなかったが、2012年からセ・リーグでも予告先発が導入されたのに伴い、セ・パ交流戦でも同年から予告先発を実施することになった。
日本シリーズでは2024年から予告先発が制度化されたが、それ以前も両チームの監督がシリーズ開始前に紳士協定として同意した上で予告先発が行われる場合があり、1998年、2005年、2013年、2014年、2016年、2018年、2019年、2020年、2022年、2023年各年の日本シリーズでは予告先発が行われた。「勝負は監督同士の読み合いから始まる。予告先発は相手に手の内をばらすもの」「相手チームの先発投手の起用を予想してオーダーを組むのも立派な戦略の一つだ」「先発投手を予想するのもファンの楽しみの一つ」と考え、予告先発に否定的な人物（落合博満や野村克也など）もいる。また先発ローテーションの谷間にあたる場合等何らかの事情で無名投手を先発させざるを得ない場合、予告すると観客動員に影響を及ぼすという声も根強い。
翌日の試合における予告先発の投手が1日前の試合に登板することは投手の負担になりうるが、ルール上は問題ない。例として、2022年3月25日の日本ハム対ソフトバンクにおいて、日本ハムの堀瑞輝は翌日の予告先発として発表されていながらも1イニング登板し、翌3月26日の試合でも先発登板して1イニングを投げた。
アクシデントなどにより先発投手を急遽変更する場合は、審判と相手チームの監督の了承が必要となり、先発を回避した投手は3日間出場停止となる（ただし、メンバー交換前に変更の場合は出場停止の処置は受けない）。予告先発回避の理由の大半は、当該投手の直前の負傷並びに体調不良によるものだが、2017年7月18日の中日対巨人において、巨人の予告先発であった山口俊が本人不祥事の影響により急遽先発回避となり、負傷並びに体調不良以外の事由における初の予告先発回避となった。
予告先発はあくまで先発投手のみが対象であるが、2011年4月12日のパ・リーグ開幕戦では、東日本大震災の影響で開幕が遅れたこともあり、球界を盛り上げるという目的で、4月11日のテレビ番組『報道ステーション』に6球団の監督が生出演し、スターティングメンバーを発表することとなった。2012年も開幕前日である3月29日に前述の通り同じ方法で開幕スターティングメンバーを発表した。

### 独立リーグ
日本の独立リーグでは、四国アイランドリーグplusで2005年のリーグ創設以来実施されており、2010年に発足（同年限りで休止）したジャパン・フューチャーベースボールリーグでも当初より実施されていた。発足当時は導入していなかったベースボール・チャレンジ・リーグ（BCリーグ）では2011年のシーズンから採用した。アイランドリーグとBCリーグの優勝チームが対戦するグランドチャンピオンシップでは2014年度まで予告先発は実施されなかったが、2015年度から実施されている。2021年開幕の九州アジアリーグでは、リーグ内球団同士の公式戦のみ予告先発を実施する（NPB3軍や他の独立リーグ等との交流戦では不採用）。2022年開幕の日本海オセアンリーグ→ベイサイドリーグも予告先発を実施する。

## 台湾における予告先発
台湾プロ野球では、日本と同じく、試合前日に翌日の予告先発が発表される。